# Villa delle Peschiere
La villa Pallavicino delle Peschiere est située à Gênes, via San Bartolomeo degli Armeni, dans le quartier collinaire de Castelletto, dans un endroit qui, lorsque la villa a été construite, était hors des murs. Construite vers 1560 pour le patricien génois Tobia Pallavicino comme villa suburbaine, au XVIIe siècle, elle a été incluse dans le cercle des nouveaux murs et, après l'expansion du XIXe siècle, elle est aujourd'hui située au centre de la ville.

## Histoire
La villa a été construite vers 1560 par le riche patricien génois Tobia Pallavicino, un marchand, comme un salon suburbain en position élevée au-dessus de la ville, dans une zone qui au XVIe siècle était hors des murs,. Dans la même période de construction de la villa, Tobia Pallavicino a également commandé son palais de ville dans la nouvelle Strada Nuova, maintenant via Garibaldi, connu sous le nom de Palais Tobia-Pallavicino ou Palais Carrega-Cataldi.
Les dessins de la villa sont attribués à Galeazzo Alessi, à commencer par Raffaele Soprani.
La villa a subi quelques adaptations utilitaires et une restauration générale avant 1846. Le vaste parc a été coupé par l'ouverture de la via Peschiera dans la seconde moitié du XIXe siècle.
Parmi les invités de la Villa delle Peschiere se trouvait Charles Dickens, qui a laissé des preuves écrites du paysage de Gênes et de l'esplanade d'Acquasola depuis le parc de la villa.

### Le parc
Le jardin, qui reste dans les dessins de Martin-Pierre Gauthier, est maintenant coupé en partie basse par la via Peschiera. À l'origine, le parc était riche en dispositifs scénographiques et en effets de perspective, qui modélisaient l'image du jardin avec des terrasses en pente, et dont la façade serlienne et la grotte artificielle subsistent encore, décorées de mosaïques polymatériennes et de cariatides dans les jambages. Autour de la villa, il y a encore un jardin plat, qui conserve une statue de Gian Giacomo Vansoldo au milieu du bassin.

## Galerie d'images

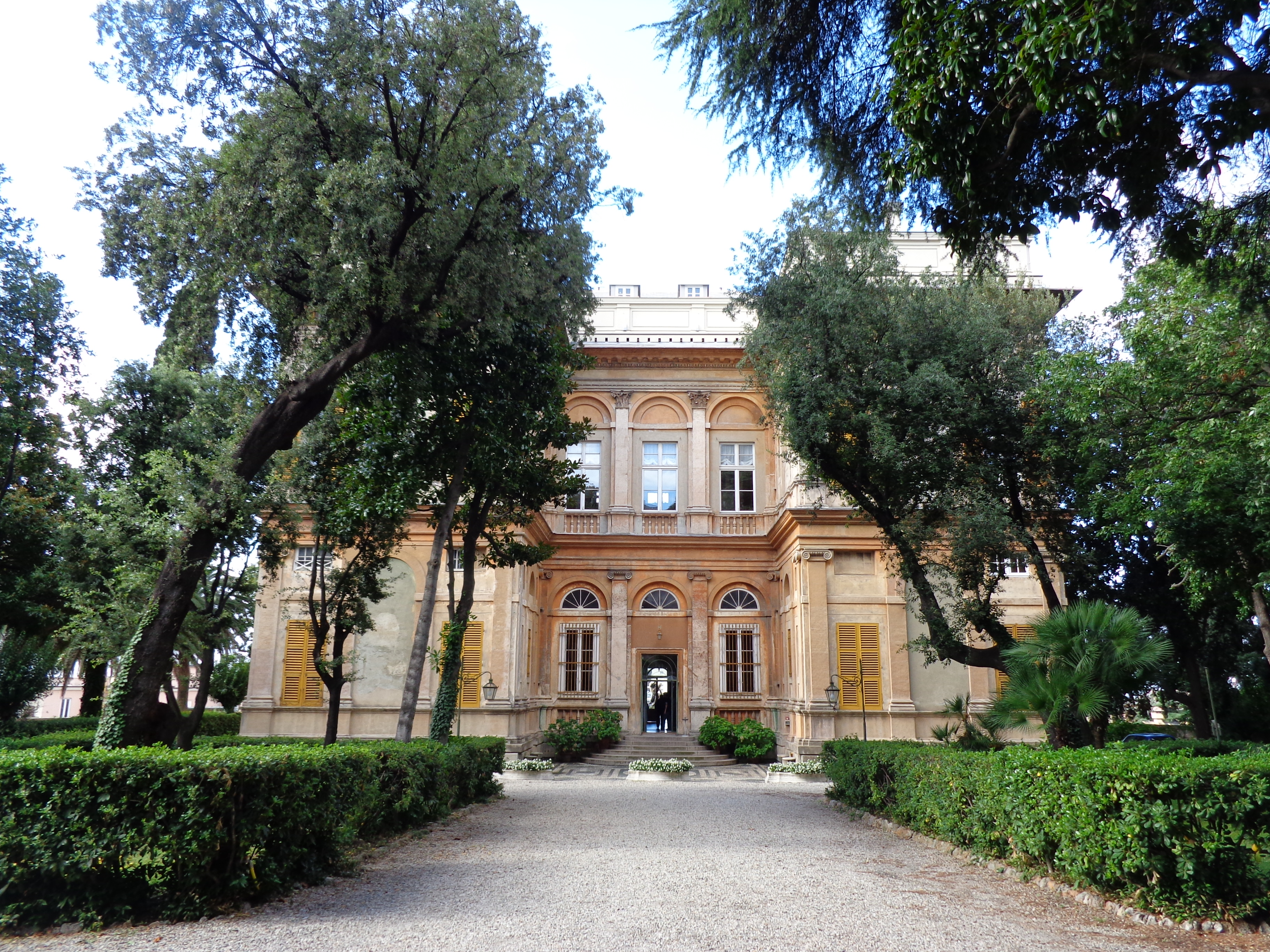
Façade nord
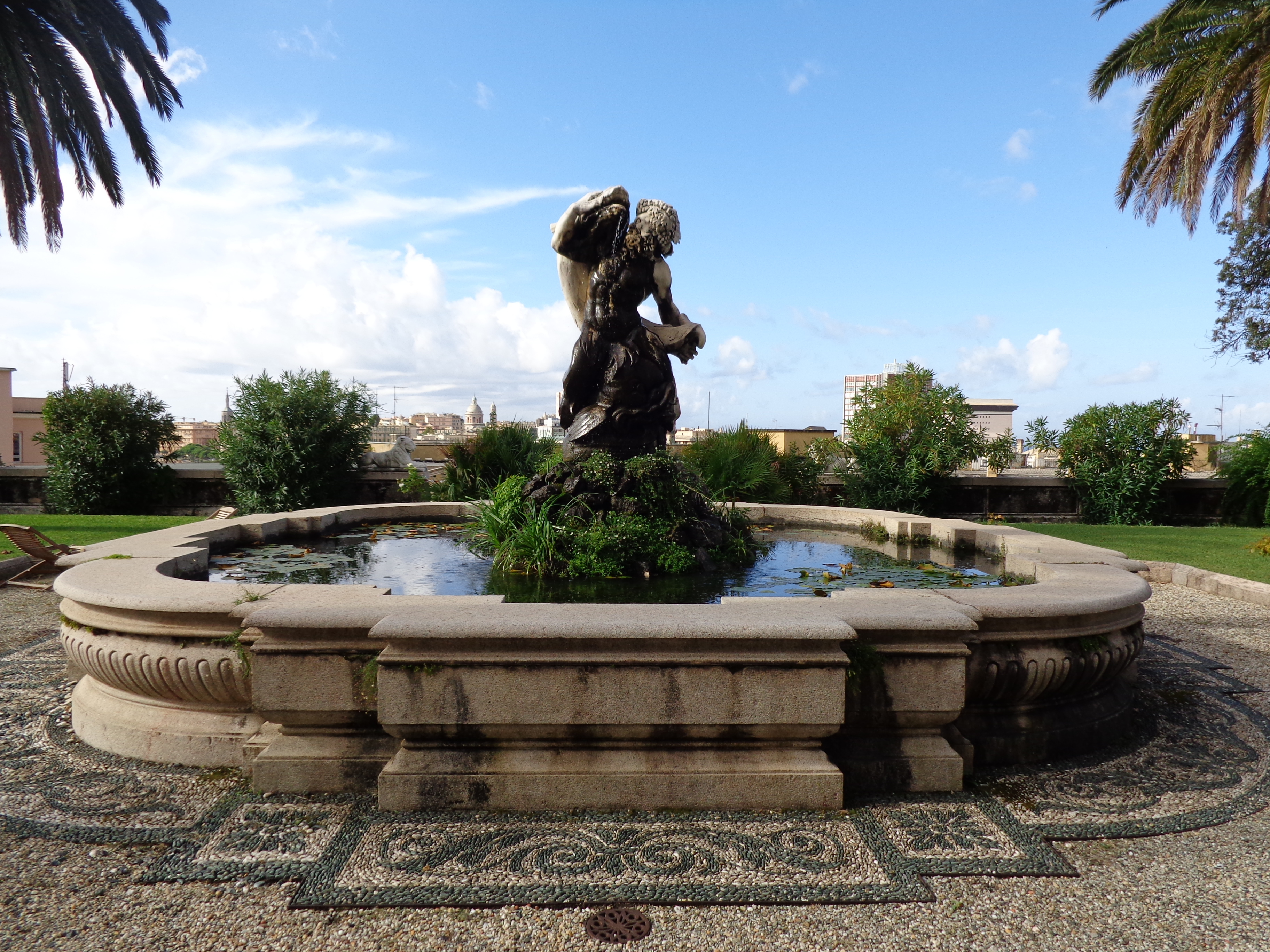
Fontaine
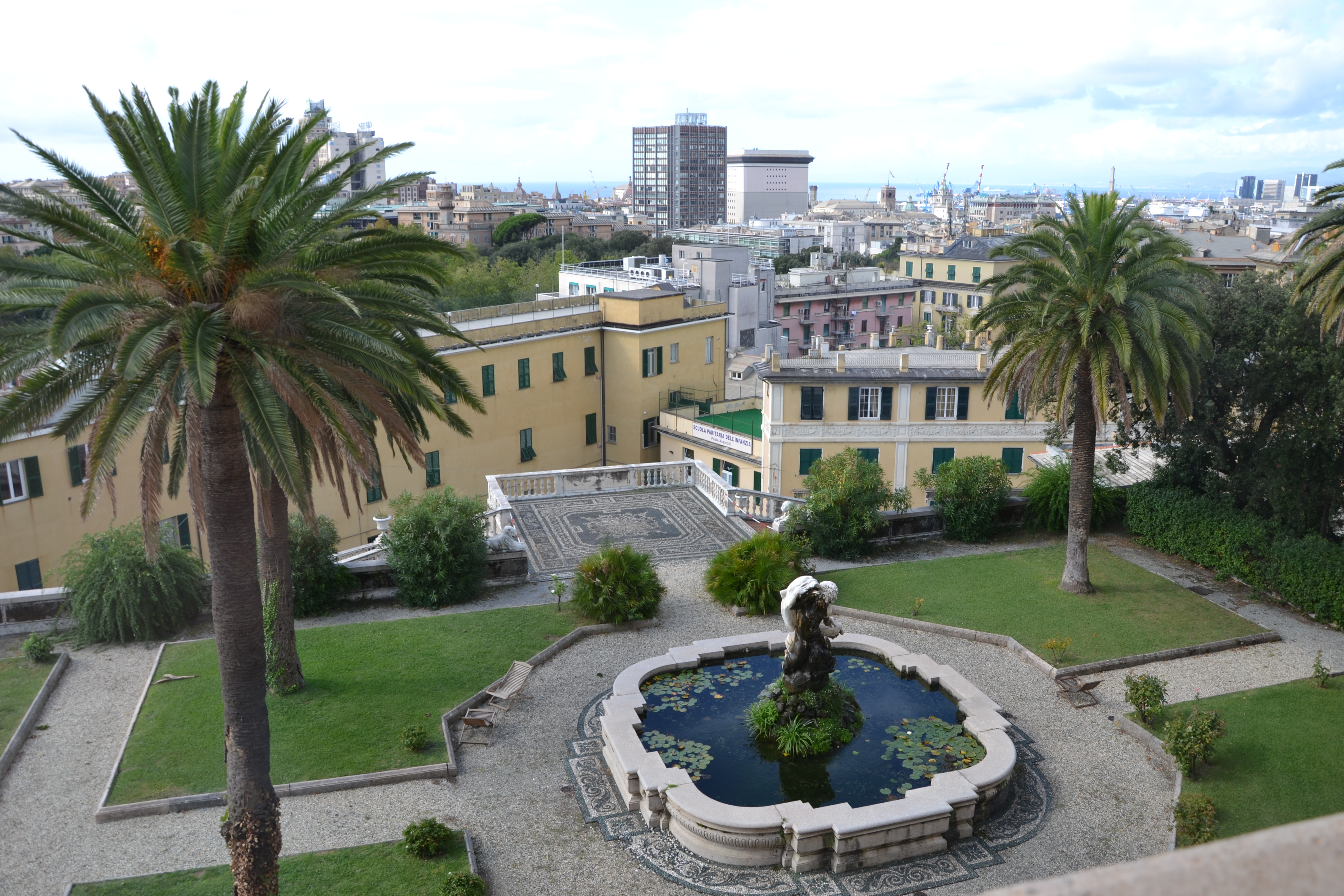
Fontaine et façade sud
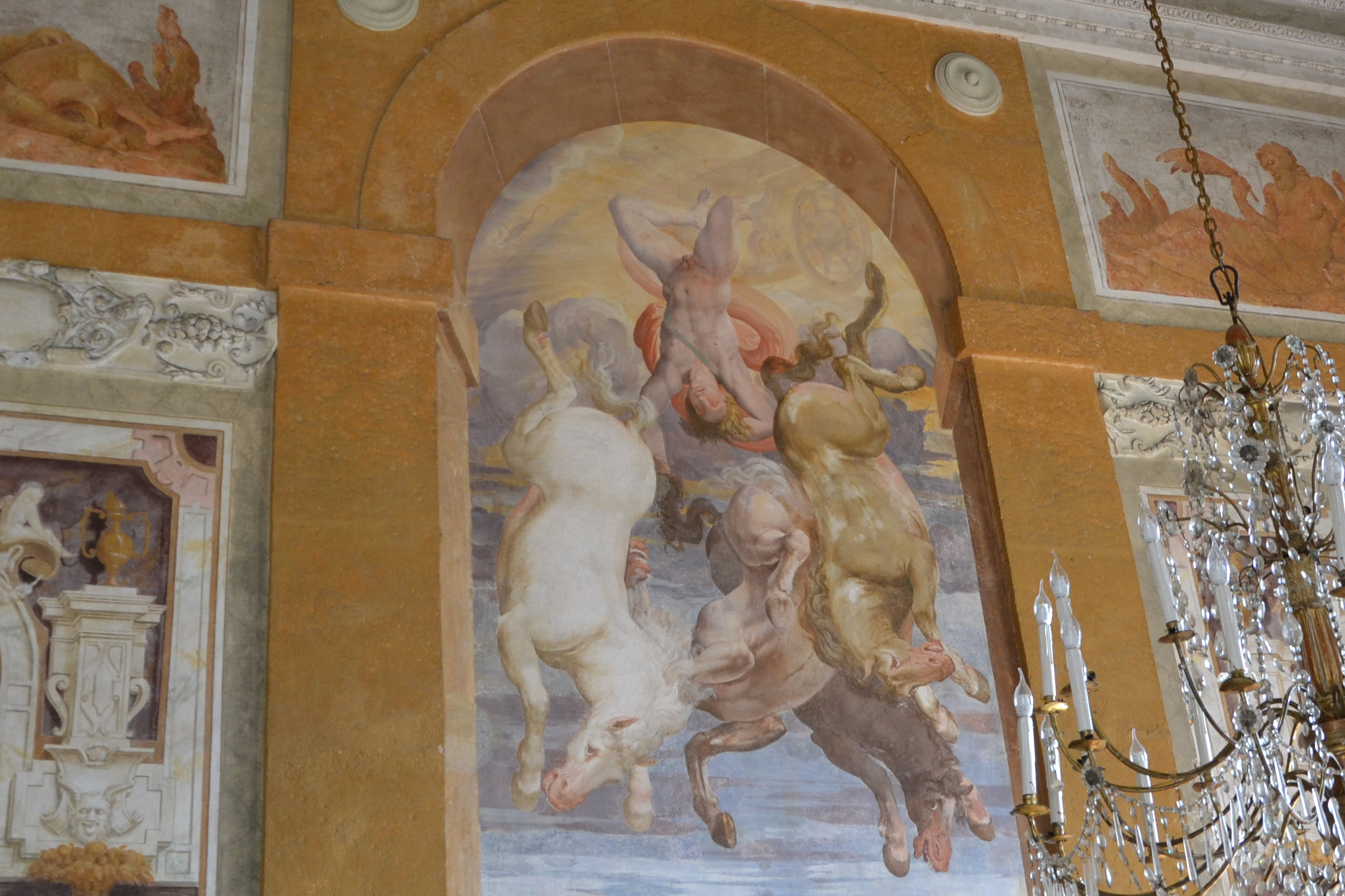
Intérieur
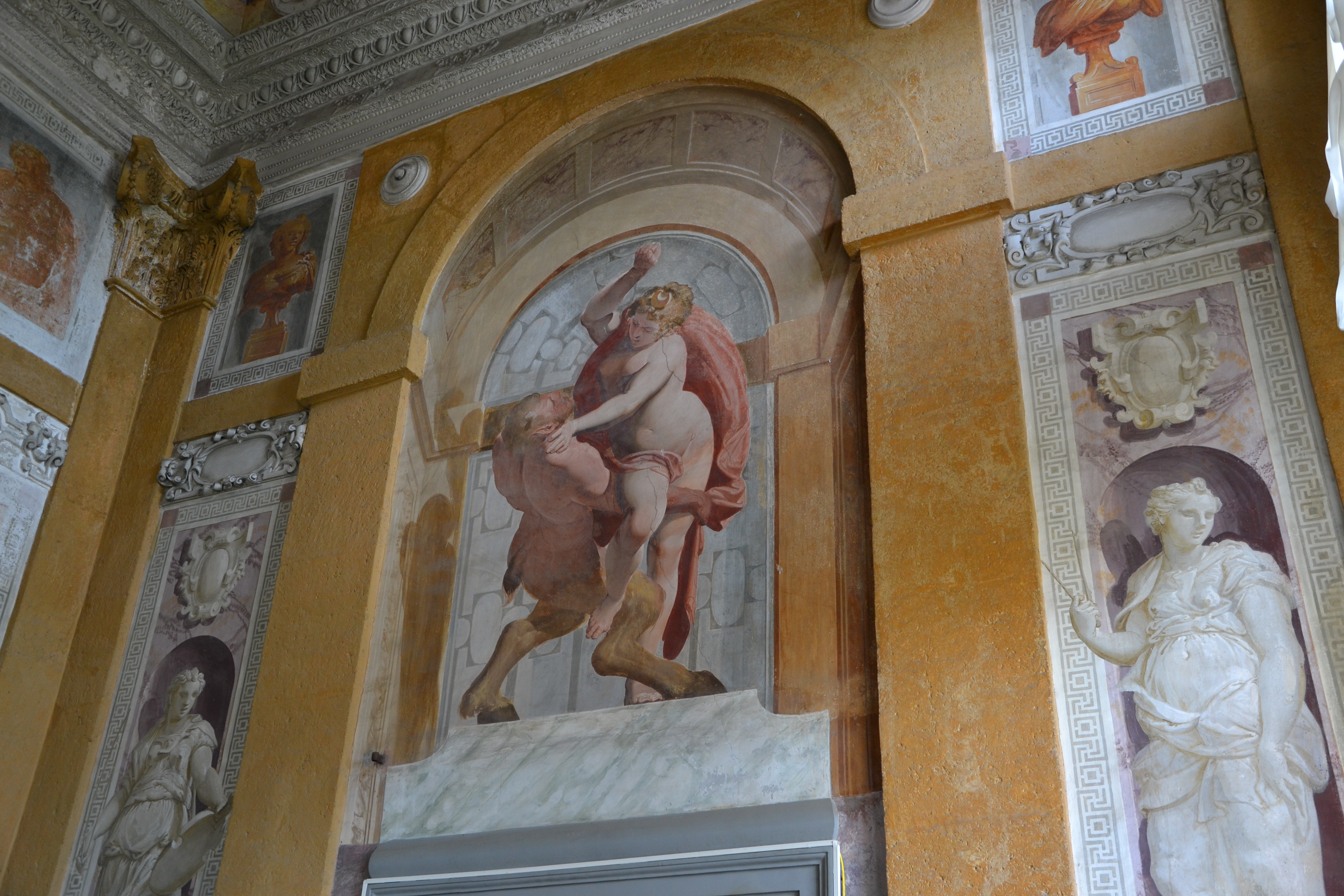
Intérieur
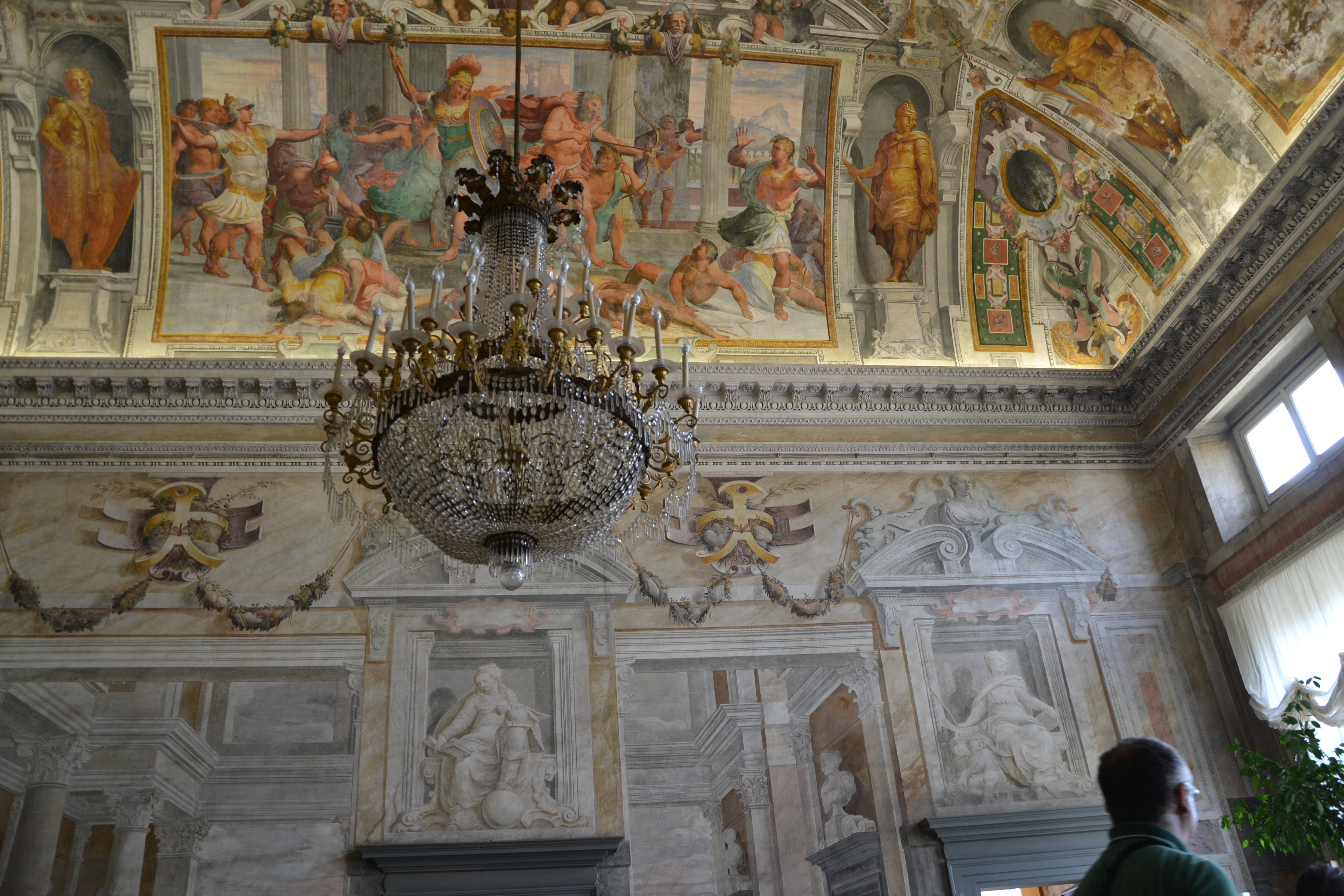
Intérieur
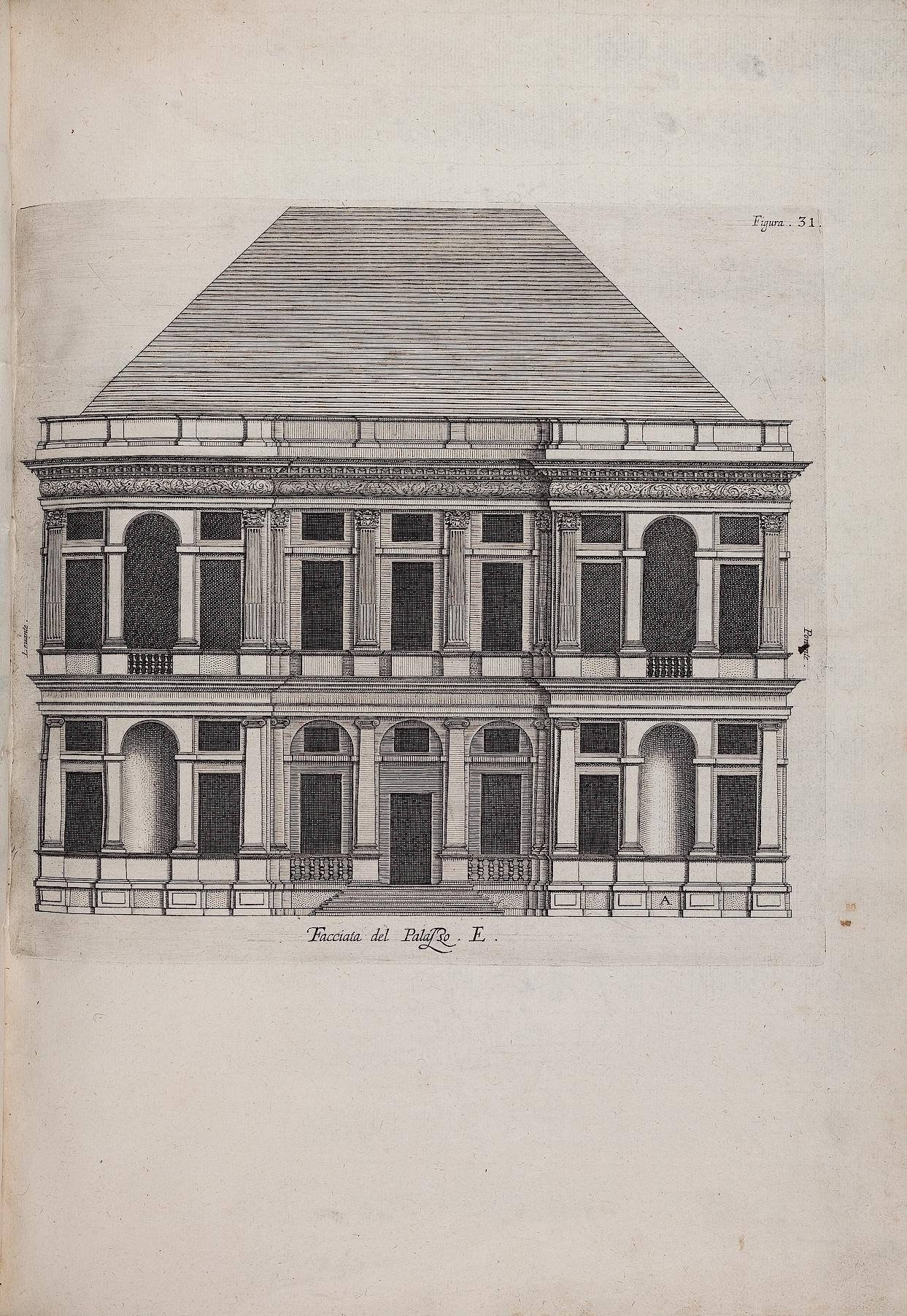
Figure par Rubens